# أوليفر فورد ديفيز
أوليفر فورد ديفيز (بالإنجليزية: Oliver Ford Davies)‏ مواليد 12 أغسطس 1939 في ميدلسكس، إنجلترا، المملكة المتحدة، هو ممثل إنجليزي بدأ مسيرته الفنية عام 1972.

## الأعمال
- السيدة دالواي
- العقل والعاطفة
- حرب النجوم الجزء الأول: تهديد الشبح
- حرب النجوم الجزء الثاني: هجوم المستنسخين
- جوني إنجلش
- حرب النجوم الجزء الثالث: انتقام السيث
- مذكرات الشاب إنديانا جونز
- بريق السيانيد
- صراع العروش
- أجاثا كريستي ماربل

## وصلات خارجية
- أوليفر فورد ديفيز على موقع IMDb (الإنجليزية)
- أوليفر فورد ديفيز على موقع ألو سيني (الفرنسية)
- أوليفر فورد ديفيز على موقع ميوزك برينز (الإنجليزية)
- أوليفر فورد ديفيز على موقع أول موفي (الإنجليزية)
- أوليفر فورد ديفيز على موقع قاعدة بيانات برودواي على الإنترنت (الإنجليزية)
- أوليفر فورد ديفيز على موقع قاعدة بيانات الأفلام السويدية (السويدية)
- أوليفر فورد ديفيز على موقع ديسكوغز (الإنجليزية)
- أوليفر فورد ديفيز على موقع قاعدة بيانات الفيلم (الإنجليزية)
- أوليفر فورد ديفيز على موقع كينوبويسك (الروسية)